# Adiestramiento de animales

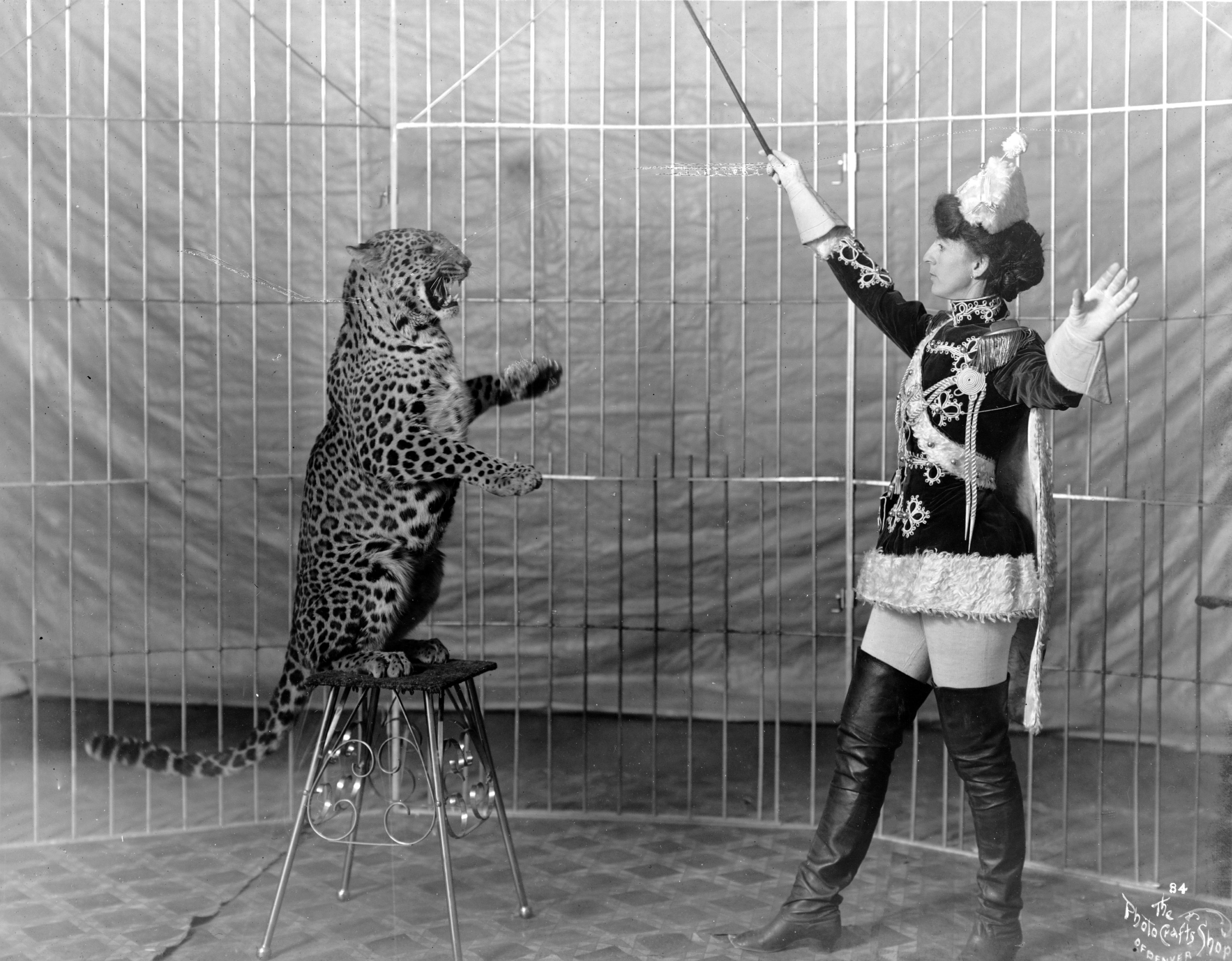
Adiestradora de animales con un leopardo, a comienzos del.

El adiestramiento de animales (también, entrenamiento de animales) es el acto de enseñar a los animales respuestas específicas a condiciones o estímulos específicos. La capacitación puede tener fines tales como compañía, detección, protección y entretenimiento. El tipo de entrenamiento que recibe un animal variará según el método de entrenamiento utilizado y el propósito del entrenamiento del animal. Por ejemplo, se entrenará a un perro lazarillo para que logre un objetivo diferente al de un animal salvaje en un circo.
En algunos países existen organismos de certificación de adiestradores de animales. No comparten objetivos o requisitos consistentes; no impiden que alguien practique como adiestrador de animales ni use el título. De manera similar, Estados Unidos no requiere que los adiestradores de animales tengan ninguna certificación específica. Un entrenador de animales debe considerar los comportamientos naturales del animal y apuntar a modificar los comportamientos a través de un sistema básico de recompensa y castigo.

## Métodos

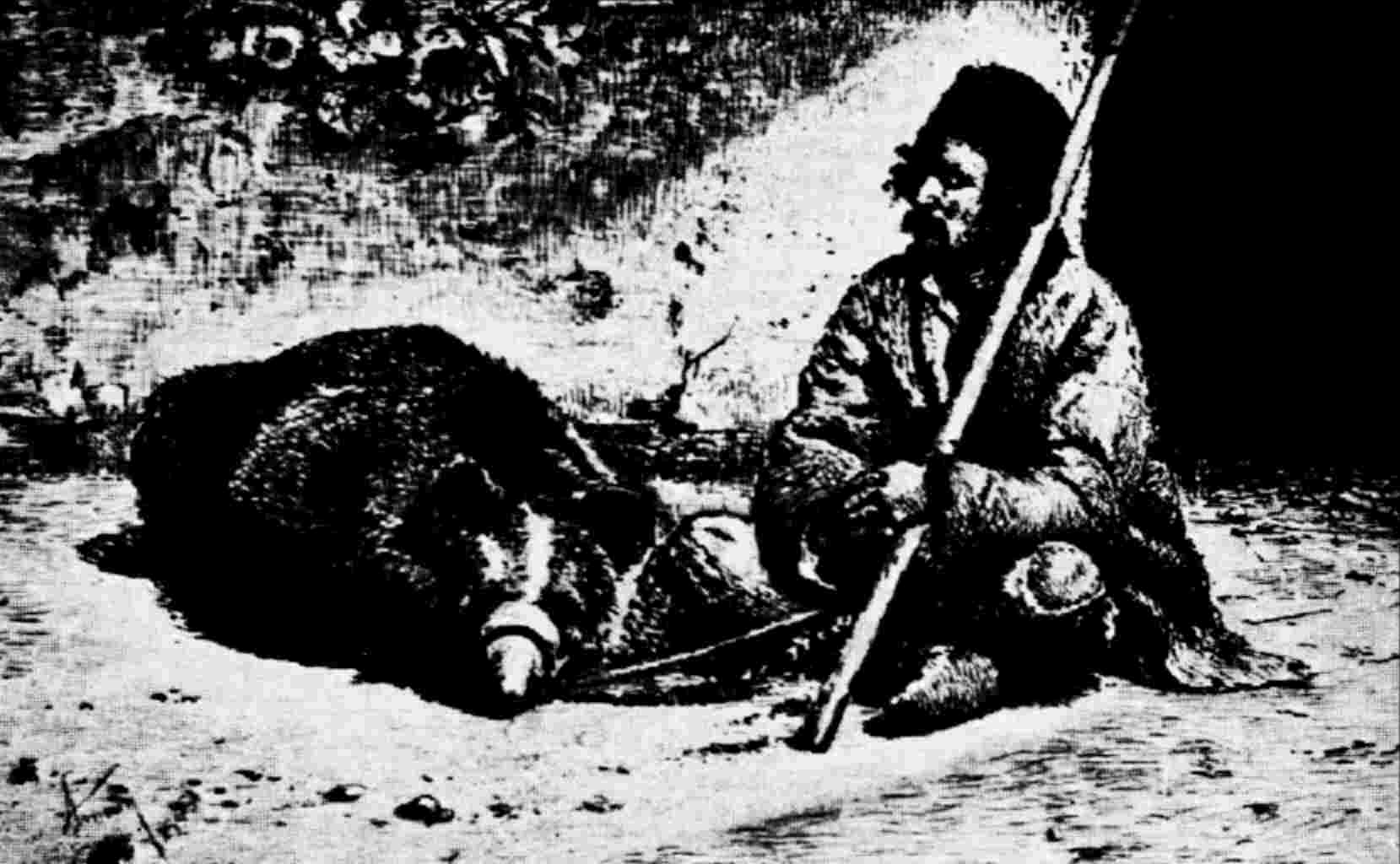
El ursari, dibujo de Theodor Aman.

### El enfoque conductual

#### Principios
Durante el entrenamiento, un entrenador de animales puede administrar una de las cuatro posibles consecuencias de un comportamiento determinado:
- Refuerzo positivo o recompensa
  - Ocurre cuando el comportamiento de un animal es seguido por un estímulo que aumenta las ocurrencias del comportamiento en el futuro.[3]

- Refuerzo negativo
  - Ocurre cuando un comportamiento es seguido por la eliminación de un estímulo aversivo, lo que hace que las ocurrencias del comportamiento aumenten en el futuro.[3]

- Castigo positivo
  - Ocurre cuando un comportamiento es seguido por la adición de un estímulo aversivo. Esto provoca una disminución en las ocurrencias de comportamiento en el futuro.[4]

- Castigo negativo

Ocurre cuando un comportamiento va seguido de la eliminación de un estímulo. Como resultado, las ocurrencias del comportamiento disminuyen en el futuro.
Los analistas de comportamiento enfatizan el uso de refuerzo positivo para aumentar los comportamientos deseables y el castigo negativo para disminuir los comportamientos indeseables. Si el castigo se va a utilizar para disminuir un comportamiento indeseable, el animal debe poder recibir un refuerzo positivo por un comportamiento alternativo.

#### Estableciendo un nuevo comportamiento
El refuerzo debe proporcionarse de acuerdo con un programa predeterminado. Dicho programa de refuerzo especifica si se refuerzan todas las respuestas o solo algunas e incluye lo siguiente:
- Razón variable
  - Una entrega de reforzador ocurre después de un número determinado de respuestas, pero ese número varía alrededor de un número promedio.[9]
- Proporción fija
  - Se produce un número específico de respuestas antes de que se entregue un reforzador.[9]
- Intervalo variable
  - Es la primera respuesta que se emite después de que ha transcurrido un tiempo determinado pero variable y se refuerza.[10]
- Intervalo fijo
  - Se refuerza la primera respuesta que se emite una vez transcurrido un tiempo establecido.[11]

Si bien el refuerzo continuo en un programa de proporción fija puede ser necesario para las etapas iniciales de aprendizaje, un programa de proporción variable es el más efectivo para mantener la conducta durante largos períodos de tiempo.
Hay varios métodos que los entrenadores de animales pueden utilizar para inducir a un animal a responder a un estímulo de una manera específica. Por ejemplo, la conformación es un proceso mediante el cual se recompensan aproximaciones sucesivas hasta que se alcanza la topografía de respuesta deseable. Un entrenador de animales puede usar reforzadores condicionados, como clickers, para salvar el intervalo entre la respuesta y el reforzamiento positivo. Algunos estímulos que se consideran discriminativos son señales, objetivos y pistas. Pueden usarse para provocar una respuesta de un animal y pueden cambiarse a otros estímulos o atenuarse en magnitud. Con el fin de retrasar la saciedad, el tamaño del reforzador debe ser lo más pequeño posible y seguir siendo eficaz para el reforzamiento. Además, el momento de la entrega de un reforzador es crucial. Inicialmente, el intervalo entre la respuesta y la consecuencia debe ser mínimo para que el animal asocie la consecuencia con la respuesta.
Otras cuestiones importantes relacionadas con este método son:
- Control de estímulos
- Preparación de motivación
- Sensibilización
- Encadenamiento
- S-deltas
- Discriminación
- Generalización

#### Otras consideraciones
Ciertos subcampos del adiestramiento animal tienden a tener también ciertas filosofías y estilos. Por ejemplo, campos como:
- Entrenamiento de aves de compañía
- Entrenamiento de aves de caza
- Adiestramiento de perros de compañía
- Mostrar adiestramiento canino
- Entrenamiento de caballos de doma clásica
- Entrenamiento de elefante Mahout
- Entrenamiento de elefantes de circo
- Entrenamiento de elefantes de zoológico
- Entrenamiento de animales exóticos de zoológico
- Entrenamiento de mamíferos marinos

El grado de protección del adiestrador del animal y las tareas adiestradas también pueden variar. Pueden variar desde entretenimiento, comportamientos de cría (veterinarios), trabajo físico o atletismo, habituación a estímulos adversos, interacción (o no interacción) con otros humanos, o incluso investigación (sensorial, fisiológica, cognitiva).
El entrenamiento también puede tomar en consideración las tendencias sociales naturales de la especie animal (o incluso la raza), como la predilección por la capacidad de atención, la motivación alimentaria, las jerarquías de dominación, la agresión o la vinculación con los individuos (conespecíficos y humanos). También se deben tener en cuenta los aspectos prácticos del lado humano, como la proporción del número de entrenadores por cada animal. En algunas circunstancias, un animal puede tener varios adiestradores, en otras, un adiestrador puede atender simultáneamente a muchos animales en una sesión de adiestramiento. A veces, el entrenamiento se logra con un solo entrenador que trabaja individualmente con un solo animal. En algunas especies, el número de entrenadores es irrelevante, pero generalmente puede lograr el resultado deseado.

## Animales de servicio

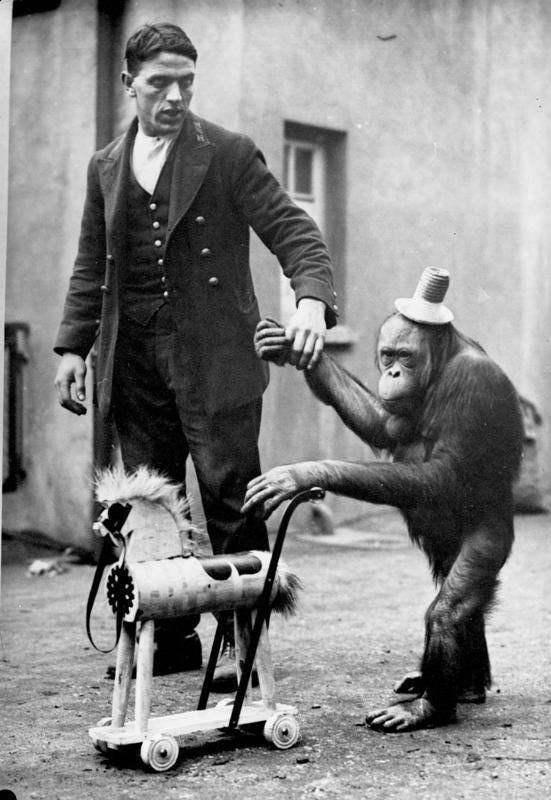
Morphy, un orangután con su juguete, un caballito de madera, de paseo con su cuidador en un circo ambulante.

Los animales de servicio, como los perros de asistencia, los monos capuchinos y los caballos en miniatura, están entrenados para utilizar sus habilidades sensoriales y sociales para vincularse con un ser humano y ayudar a esa persona a compensar una discapacidad en la vida diaria. El uso de animales de servicio, especialmente perros, es un campo en constante crecimiento, con una amplia gama de adaptaciones especiales.
En los Estados Unidos, los reclusos seleccionados en las cárceles se utilizan para entrenar perros de servicio. Además de aumentar la escasez de animales de servicio, estos programas han producido beneficios en la mejora de las habilidades de socialización y el comportamiento de los reclusos.

## Cine y televisión
Organizaciones como la American Humane Association controlan el uso de animales como los que se utilizan en la industria del entretenimiento, pero no llevan a cabo un monitoreo de su entrenamiento. En los créditos finales de las películas aparece el aviso que informa que "para la realización de esta película, no se dañó a ningún animal." El Premio Patsy (siglas de "Picture Animal Top Star of the Year") surgió en las oficinas de Hollywood en 1939 después de la muerte accidental de un caballo durante la filmación de la película Jesse James (también conocida como Tierra de audaces, con la actuación de Tyrone Power. Hoy en día, el premio se entrega también a películas hechas para la televisión, y tiene cuatro categorías: canino, equino, salvaje y especial.[cita requerida]
Un entrenador de animales, Frank Inn, recibió más de 40 premios Patsy. Si bien existe una gran demanda de mamíferos para el cine y la televisión, también se utilizan otros animales: Steven R. Kutcher se ha vuelto famoso por su trabajo con insectos, y lo conocen como "El Hombre de los Bichos de Hollywood".[cita requerida]

## Animales de compañía

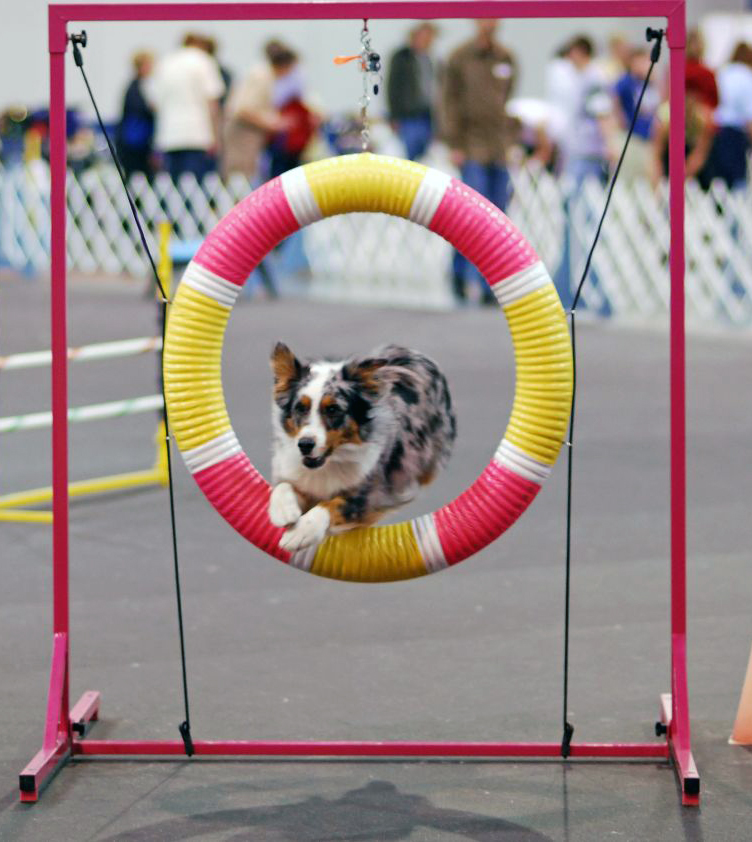
Un perro adiestrado en una competencia de agilidad canina.

### Perros
Las tareas básicas de entrenamiento de obediencia para perros incluyen caminar con una correa, atención, allanamiento de morada, no agresión y socialización con humanos u otras mascotas. Los perros también están capacitados para muchas otras actividades, como deportes del perro, perros de servicio y perros de trabajo tareas.
El refuerzo positivo para perros puede incluir reforzadores primarios como la comida o reforzadores sociales, como los vocales ("buen chico") o táctiles (caricias). El castigo positivo, si se usa, puede ser físico, como tirar de una correa o dar nalgadas. También puede ser vocal, como decir "perro malo". Los puentes hacia el refuerzo positivo incluyen señales vocales, silbidos y silbidos de perros, así como los clickers utilizados en el entrenamiento con clicker, un método popularizado por Karen Pryor. También se puede utilizar refuerzo negativo. El castigo también es una herramienta, incluida la retención de alimentos o la disciplina física.

### Caballos
El propósito principal de entrenar caballos es socializarlos con los humanos, enseñarles a comportarse de una manera que los haga seguros para que los manejen los humanos y, como adultos, llevar a un jinete debajo de la silla de montar o conducir para tirar de un vehículo. Con animales de presa, se debe poner mucho esfuerzo en entrenar a los caballos para superar su instinto natural de huida o lucha y aceptar un manejo que no sería natural para un animal salvaje, como ir voluntariamente a un espacio confinado o tener un depredador (un ser humano ) sentarse sobre su espalda. A medida que avanza el entrenamiento, algunos caballos se preparan para los deportes competitivos, hasta los Juegos Olímpicos, donde los caballos son el único atleta animal no humano que se utiliza en los Juegos Olímpicos. Todas las disciplinas ecuestres, desde las carreras de caballos hasta las exhibiciones de caballos de tiro, requieren que el caballo tenga un entrenamiento especializado.

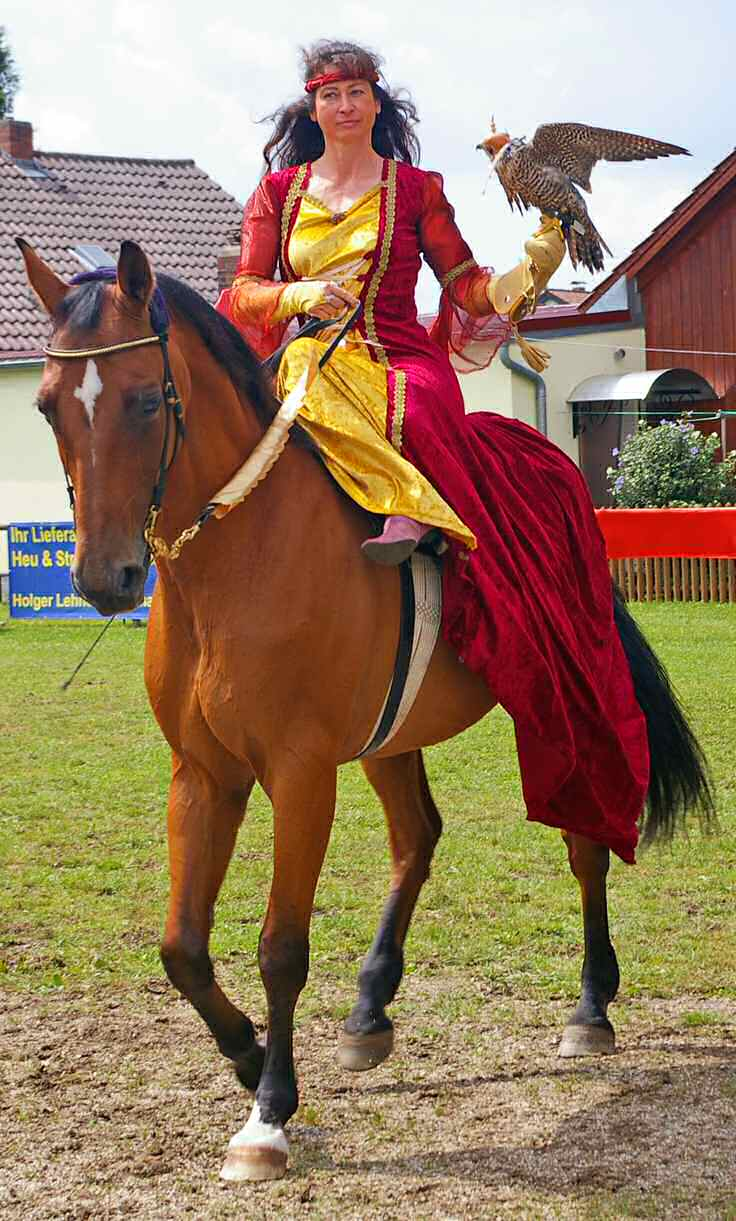
Mujer vestida al estilo medieval con un caballo y un halcón peregrino adiestrado.

A diferencia de los perros, los caballos no están tan motivados por las recompensas de refuerzo positivo como por otros métodos de condicionamiento operante, como la liberación de presión como recompensa por el comportamiento correcto, llamado refuerzo negativo. Las técnicas de refuerzo positivo como las caricias, las palabras amables, la recompensa de las golosinas y el entrenamiento con clicker tienen algún beneficio, pero no en el grado visto en perros y otras especies de depredadores. El castigo a los caballos es efectivo solo en un grado muy limitado, generalmente una orden brusca o un breve castigo físico dado unos segundos después de un acto de desobediencia. Los caballos no relacionan el castigo con un comportamiento específico a menos que ocurra de inmediato. Sin embargo, tienen una memoria notablemente larga y, una vez que se aprende una tarea, se retiene durante mucho tiempo. Por esta razón, una mala formación o permitir que se aprendan malos hábitos puede ser muy difícil de remediar en una fecha posterior.

### Aves
Las tareas típicas de entrenamiento para las aves de compañía incluyen posarse, no agresión, detener el pellizco, controlar las vocalizaciones excesivas, socializar con miembros del hogar y otras mascotas y socializar con extraños. Las especies de loros grandes con frecuencia tienen una esperanza de vida que excede la de sus dueños humanos y están estrechamente vinculados a sus dueños. En general, los loros compañeros suelen tener las alas recortadas, lo que facilita la socialización y el control de la agresión y las vocalizaciones. Algunas aves de presa están entrenadas para cazar, un antiguo arte conocido como la cetrería o la venta ambulante. En China, la práctica de entrenar a los cormoranes para pescar peces se ha prolongado durante más de 1.200 años.

### Pollos

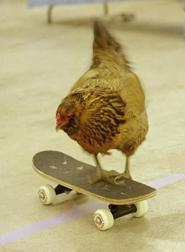
Pollo en monopatín.

El adiestramiento de gallinas se ha convertido en una forma para que los adiestradores de otros animales (principalmente perros) perfeccionen su técnica de adiestramiento. Bob Bailey, quien trabajó en Animal Behavior Enterprises y IQ Zoo, imparte seminarios de adiestramiento de pollos en los que los entrenadores enseñan a las aves de corral a discriminar entre formas, a sortear una carrera de obstáculos y a encadenar comportamientos. El entrenamiento de los pollos se realiza mediante acondicionamiento operante, utilizando un clicker y alimento para pollos como refuerzo. Los primeros talleres de pollo fueron impartidos por Keller y Marian Breland en 1947-1948 a un grupo de vendedores de alimentos para animales de General Mills, en Minneapolis, Minnesota. Los pollos entrenados pueden estar confinados a una exhibición (Bird Brain) donde juegan Ta-Te-Ti contra los humanos por una tarifa, esquema que fue inventado por Bob Bailey y Grant Evans, de Animal Behavior Enterprises. Los movimientos eran elegidos por computadora e indicados al pollo por una luz invisible para el jugador humano.

### Pescados y moluscos
También se puede entrenar a los peces. Por ejemplo, los peces de colores pueden nadar hacia sus dueños y seguirlos mientras caminan por la habitación, pero no seguirán a nadie más. El pez puede nadar hacia arriba y hacia abajo, indicando al dueño que encienda la luz del acuario cuando esté apagada, y rozará la superficie hasta que su dueño lo alimente. A los peces también se les ha enseñado a realizar tareas más complicadas, como buscar anillos, nadar a través de aros y tubos, hacer el limbo y empujar una pelota de fútbol en miniatura hacia una red. A los peces se les ha enseñado a distinguir y responder de manera diferente a las ligeras diferencias en los rostros humanos que se muestran en una pantalla (pez arquero) o estilos de música (peces de colores y koi).
A los moluscos, con diseños cerebrales totalmente diferentes, se les ha enseñado a distinguir y responder a los símbolos geométricos (sepia y pulpo), y se les ha enseñado que los alimentos detrás de una barrera clara no se pueden comer (calamares).